# Mariño (Nueva Esparta)
Mariño é um município da Venezuela localizado no estado de Nueva Esparta.
A capital do município é a cidade de Porlamar.